# Coracina montana
El oruguero ventrinegro (Coracina montana) es una especie de ave paseriforme de la familia Campephagidae endémica de Nueva Guinea.

## Descripción
El oruguero ventrinegro mide alrededor de 24 cm de largo. Los machos tienen el plumaje de la mayoría de sus partes superiores de color gris azulado, incluido el pileo, y las inferiores de color negro brillante, también son negros su frente, rostro, cola y alas, con las plumas de vuelo con los bordes grises. Las hembras en cambio tienen las partes inferiores también de color gris azulado y solo tienen negros el rostro y la garganta, además de la cola y las plumas de las alas con bordes grises, como los machos. El puntiagudo pico y las patas de ambos sexos son negruzcos, y sus ojos son negros.

## Distribución y hábitat
Se encuentra en las selvas húmedas de los montes y los valles de la Cordillera Central de la isla de Nueva Guinea, entre los 600 y 1500 m s. n. m.